# Baculonistria
Baculonistria is een geslacht van Phasmatodea uit de familie Phasmatidae. De wetenschappelijke naam van dit geslacht is voor het eerst geldig gepubliceerd in 2008 door Hennemann & Conle.

## Soorten
Het geslacht Baculonistria omvat de volgende soorten:
- Baculonistria alba (Chen & He, 1990)
- Baculonistria longicornis (Bi & Wang, 1998)
- Baculonistria yuexiensis (Chen & He, 1993)